# Saulxures-sur-Moselotte
Saulxures-sur-Moselotte là một xã ở đông bắc Pháp, thuộc tỉnh Vosges, chef-lieu d'un Tổng l'Quận Épinal. Xã này có diện tích 31,87 km2, dân số năm 1999 là 3070 người.
Người dân địa phương danh xưng tiếng Pháp là Saulxurons.

## Biến động dân số
| Năm | 1962  | 1968  | 1975  | 1982  | 1990  | 1999  |
| --- | ----- | ----- | ----- | ----- | ----- | ----- |
| Dân số | 3 887 | 3 928 | 3 794 | 3 423 | 3 211 | 3 070 |
| From the year 1962 on: No double counting—residents of multiple communes (e.g. students and military personnel) are counted only once. |       |       |       |       |       |       |